# Košarkaški klub Crvena zvezda 2020-2021
Questa voce raccoglie le informazioni riguardanti il  Košarkaški klub Crvena zvezda nelle competizioni ufficiali della stagione 2020-2021.

## Stagione
La stagione 2020-2021 del Košarkaški klub Crvena zvezda è la 15ª nel massimo campionato serbo di pallacanestro, la Košarkaška liga Srbije.
Il 1º febbraio Corey Walden prende il passaporto serbo, non occupando così più uno slot da giocatore straniero nelle competizioni nazionali.

## Roster
Aggiornato al 24 agosto 2020.
| Crvena zvezda mts 2020-21 | Crvena zvezda mts 2020-21 |
| Giocatori                 | Staff tecnico             |
| ------------------------- | ------------------------- |

| N. | Naz.                                            | Ruolo | Nome                  | Anno | Alt.   | Peso   |  |
| -- | ----------------------------------------------- | ----- | --------------------- | ---- | ------ | ------ |  |
| 0  | Stati Uniti (bandiera) · Montenegro (bandiera)  | PG    | Taylor Rochestie      | 1985 | 188 cm | 88 kg  |  |
| 00 | Stati Uniti (bandiera)                          | AC    | Johnny O'Bryant       | 1993 | 206 cm | 116 kg |  |
| 1  | Stati Uniti (bandiera)                          | P     | Langston Hall         | 1991 | 193 cm | 82 kg  |  |
| 2  | Stati Uniti (bandiera) · Serbia (bandiera)      | P     | Corey Walden          | 1992 | 188 cm | 86 kg  |  |
| 3  | Stati Uniti (bandiera)                          | G     | Jordan Loyd           | 1993 | 193 cm | 95 kg  |  |
| 4  | Serbia (bandiera)                               | P     | Aleksa Uskoković      | 1999 | 190 cm | 86 kg  |  |
| 7  | Serbia (bandiera)                               | A     | Dejan Davidovac       | 1995 | 203 cm | 95 kg  |  |
| 10 | Serbia (bandiera)                               | GA    | Branko Lazić (C)      | 1989 | 196 cm | 91 kg  |  |
| 11 | Sudan del Sud (bandiera) · Australia (bandiera) | AC    | Duop Reath            | 1996 | 210 cm | 111 kg |  |
| 12 | Serbia (bandiera)                               | GA    | Aleksa Radanov        | 1998 | 201 cm | 95 kg  |  |
| 13 | Serbia (bandiera)                               | AP    | Ognjen Dobrić         | 1994 | 200 cm | 93 kg  |  |
| 19 | Serbia (bandiera)                               | AP    | Marko Simonović       | 1986 | 203 cm | 95 kg  |  |
| 21 | Serbia (bandiera)                               | AG    | Marko Jagodić-Kuridža | 1987 | 205 cm | 104 kg |  |
| 22 | Serbia (bandiera)                               | AG    | Boriša Simanić        | 1998 | 209 cm | 95 kg  |  |
| 32 | Serbia (bandiera)                               | C     | Ognjen Kuzmić         | 1990 | 216 cm | 114 kg |  |
| 33 | Stati Uniti (bandiera)                          | AG    | Emanuel Terry         | 1996 | 206 cm | 100 kg |  |
| 35 | Camerun (bandiera)                              | C     | Landry Nnoko          | 1994 | 208 cm | 113 kg |  |
| 55 | Andorra (bandiera) · Spagna (bandiera)          | P     | Quino Colom           | 1988 | 188 cm | 88 kg  |  |

| Allenatore |
| - Saša Obradović (fino al 24 dicembre) - Dejan Radonjić (dal 25 dicembre) |
| Assistente/i |
| - Milenko Bogićević (fino al 24 dicembre) - Bogdan Karaičić (fino al 24 dicembre) - Saša Kosović - Goran Bošković (dal 25 dicembre) - Nikola Birač (dal 31 dicembre) - Miodrag Dinić (dal 31 dicembre) Legenda - (C) Capitano - (IN) Inattivo - Infortunato Roster |

## Mercato

### Sessione estiva
| Acquisti | Acquisti         | Acquisti          | Acquisti      | Acquisti |
| R.a      | Nome             | da                | Modalità      |          |
| -------- | ---------------- | ----------------- | ------------- | -------- |
| GA       | Nemanja Nenadić  | Mega Belgrado     | fine prestito |          |
| C        | Nikola Popović   | Boston C. Eagles  | svincolato    |          |
| C        | Landry Nnoko     | Alba Berlino      | svincolato    |          |
| G        | Jordan Loyd      | Valencia          | svincolato    |          |
| P        | Corey Walden     | Partizan          | svincolato    |          |
| P        | Langston Hall    | Promitheas        | svincolato    |          |
| AP       | Marko Simonović  | Cedevita Olimpija | svincolato    |          |
| C        | Dušan Ristić     | Astana            | fine prestito |          |
| GA       | Aleksa Radanov   | FMP Belgrado      | fine prestito |          |
| P        | Aleksa Uskoković | FMP Belgrado      | svincolato    |          |
| AC       | Duop Reath       | FMP Belgrado      | svincolato    |          |
| C        | Ognjen Kuzmić    | FMP Belgrado      | fine prestito |          |
| AG       | Emanuel Terry    | Bandırma B.İ.K.   | svincolato    |          |
| A        | Ranko Simović    | Sloboda Užice     | fine prestito |          |

| Cessioni | Cessioni            | Cessioni             | Cessioni         | Cessioni |
| R.       | Nome                | a                    | Modalità         |          |
| -------- | ------------------- | -------------------- | ---------------- | -------- |
| G        | Kevin Punter        | Olimpia Milano       | fine contratto   |          |
| C        | Nikola Popović      | FMP Belgrado         | prestito         |          |
| G        | Charles Jenkins     | Olympiakos           | fine contratto   |          |
| PG       | Lorenzo Brown       | Fenerbahçe           | fine contratto   |          |
| PG       | Billy Baron         | Zenit S. Pietroburgo | fine contratto   |          |
| GA       | Nemanja Nenadić     | FMP Belgrado         | rescissione      |          |
| P        | Filip Čović         | FMP Belgrado         | rinnovo prestito |          |
| C        | Dušan Ristić        | Brescia              | prestito         |          |
| AC       | Nikola Jovanović    | Igokea               | prestito         |          |
| P        | Kalin Lucas         | Ironi Nahariya       | fine contratto   |          |
| C        | Vladimir Štimac     | Monaco               | fine contratto   |          |
| C        | Landry Nnoko        | Free agent           | risoluzione      |          |
| AP       | Stratos Perperoglou | Free agent           | fine contratto   |          |
| AG       | James Gist          | Free agent           | rescissione      |          |
| AP       | Stefan Lazarević    | FMP Belgrado         | rinnovo prestito |          |
| AG       | Stefan Đorđević     | FMP Belgrado         | rinnovo prestito |          |
| A        | Ranko Simović       | FMP Belgrado         | prestito         |          |

### Dopo l'inizio della stagione
| Acquisti | Acquisti         | Acquisti     | Acquisti         | Acquisti      |
| R.       | Nome             | da           | Data             | Modalità      |
| -------- | ---------------- | ------------ | ---------------- | ------------- |
| PG       | Taylor Rochestie | Free agent   | 7 ottobre 2020   | svincolato    |
| AC       | Johnny O'Bryant  | Free agent   | 19 ottobre 2020  | svincolato    |
| P        | Quino Colom      | Valencia     | 16 dicembre 2020 | svincolato    |
| C        | Landry Nnoko     | Free agent   | 25 dicembre 2020 | svincolato    |
| C        | Nikola Popović   | FMP Belgrado | 13 gennaio 2021  | fine prestito |
| C        | Dušan Ristić     | Brescia      | 27 gennaio 2021  | fine prestito |

| Cessioni | Cessioni         | Cessioni        | Cessioni         | Cessioni       |
| R.       | Nome             | a               | Data             | Modalità       |
| -------- | ---------------- | --------------- | ---------------- | -------------- |
| PG       | Taylor Rochestie | Hapoel Haifa    | 9 dicembre 2020  | fine contratto |
| AG       | Emanuel Terry    | A.C. Clippers   | 26 dicembre 2020 | rescissione    |
| C        | Nikola Popović   | Chemidor Tehran | 13 gennaio 2021  | rescissione    |
| C        | Dušan Ristić     | Avtodor Saratov | 27 gennaio 2021  | prestito       |
| AC       | Johnny O'Bryant  | Türk Telekom    | 22 febbraio 2021 | rescissione    |
| AC       | Boriša Simanić   | Mega Belgrado   | 6 aprile 2021    | rescissione    |
| P        | Quino Colom      | Saski Baskonia  | 7 maggio 2021    | rescissione    |